# Florence Bell
Pour les articles homonymes, voir Bell.
Florence Isabel "Jane" Bell (née le 2 juin 1910 à Toronto (Canada) et morte le 1er juillet 1998 à Fort Myers (États-Unis)) est une athlète canadienne spécialiste du 100 mètres.

## Palmarès
- Jeux olympiques d'été de 1928[1].
  -  Médaille d'or en relais 4 × 100 mètres.